# Aspilota columbiana
Aspilota columbiana är en stekelart som beskrevs av Henry Lorenz Viereck 1905. Aspilota columbiana ingår i släktet Aspilota och familjen bracksteklar. Inga underarter finns listade.